# Extropianismo
El extropianismo, también conocido como filosofía de la extropía, es un marco de valores y normas transhumanistas para la mejora continua de la condición humana y su meta es la modificación a voluntad de la mente y el cuerpo humano. Los extropianos creen que los avances en la ciencia y la tecnología algún día lograrán que la gente viva de manera indefinida y que los seres humanos vivos hoy tenemos una buena oportunidad de ver ese día. El extropianismo es guiado por un enfoque pragmático y dinámico sobre la evolución humana y el progreso. El extropianismo es la corriente de pensamiento transhumanista más temprana, y se originó incluyendo el concepto de orden espontáneo, por lo que muchos extropianos son libertarios.
Producido por un conjunto de principios desarrollados por el Dr. Max More, Los Principios de la Extropía en 1988, el pensamiento extropiano hace especial hincapié en el pensamiento racional y el optimismo práctico. Según More, estos principios "no especifican creencias, tecnologías, o políticas particulares". Los extropianos comparten una visión optimista del futuro, esperando avances considerables en el poder informático, memética, ingeniería genética, extensión de la vida, la nanotecnología y similares. Muchos extropianos prevén que se alcance la esperanza de una vida ilimitada, y la recuperación, gracias a los avances futuros en tecnología biomédica, de aquellos cuyos cuerpos / cerebros se han conservado a través de la criónica.
Extropía, palabra acuñada por Tom Bell (T.O. Morrow) en enero de 1988, se define como la medida de la inteligencia de un sistema de vida o de organización, el orden funcional, la vitalidad, la energía, la vida, la experiencia, y su capacidad y conducción de mejoras y crecimiento. Extropía expresa una metáfora, en lugar de servir como un término técnico, por lo que no es más que el hipotético opuesto de la entropía de la información.
Algunos extropianos crearon el término extropismo. El extropismo es un derivado moderno de la filosofía transhumanista del extropianismo, sigue la misma tradición, por ello la similitud del nombre, pero ha sido revisado para según ellos abarcar mejor los paradigmas del siglo XXI. Fue presentado en The Extropist Manifesto.